# کسر پیشکمر
کسر پیشکمر، روستایی از توابع [[بخش پیشکمر شهرستان کلاله)) شهرستان کلاله در استان گلستان ایران است.

## جمعیت
این روستا در دهستان زاوکوه قرار دارد و براساس سرشماری مرکز آمار ایران در سال ۱۳۸۵، جمعیت آن ۷۰۸ نفر (۱۶۶خانوار) بوده‌است.